# Dietrich von Heymann

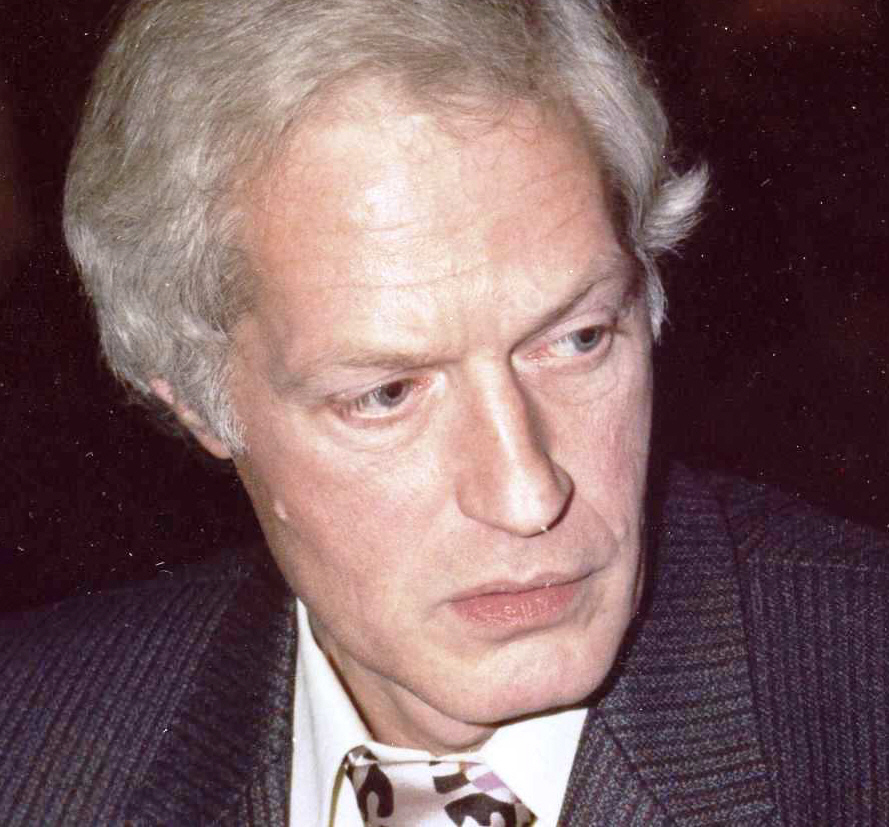
Dietrich von Heymann (1985)

Dietrich von Heymann (* 15. April 1935 in Eisenach; † 13. Dezember 2022 in Freiburg im Breisgau) war ein deutscher evangelischer Theologe. Er gilt als erster Theologe, der eine umfassende Theorie zum Kirchlichen Management vorlegte.

## Leben und Wirken
Obwohl Pfarrer und Kirchenbehörden der geistlichen Orientierung der Kirche den Vorzug vor rationalen Entscheidungen und Handlungen geben, macht von Heymann deutlich, dass und wie in Gemeinden und Landeskirchen auch nach rationalen Gesichtspunkten gearbeitet wird und verfahren werden kann. Das gilt für die Personal- und Finanzverwaltung, für alle Prozesse der Planung, Organisation und Kontrolle. In seinem Werk werden jene Instrumente des Managements vorgestellt und mit praktischen Beispielen versehen, die auch sonst in Industrie, Handel und Handwerk angewendet werden.
Von 1969 bis 1975 unterrichtete v. Heymann die Fächer Religion (auch Philosophie) und Deutsch an der Martin Luther Schule in Rimbach (Odenwald). Gleichzeitig promovierte er mit der Arbeit „Kirche – Schulen – Internate. Studien zu einer angewandten Theologie am Beispiel der Evangelischen Gymnasien in der Bundesrepublik Deutschland“.
Von 1975 bis zu seiner Emeritierung 2000 war er Professor für Evangelische Theologie an der Pädagogischen Hochschule in Freiburg im Breisgau. In seinen Schriften und Vorträgen öffnete er die Grenzen pädagogischer Lehre und Forschung hin zu Philosophie, Ethik und Schulmanagement.
Zudem arbeitete er an Antworten auf Fragen, die sich mit Erfahrungen in der Astrologie respektive nach dem Zusammenhang des christlichen Glaubens mit dem Denkmodell der Astrologie befassen. Dabei erörtert er eine enge Beziehung zwischen Bestimmung und Verantwortung.
Nach seiner Emeritierung führte von Heymann eine Naturheilpraxis.

## Werke
- PhD, Kirche – Schulen – Internate. Studien zu einer angewandten Theologie am Beispiel der Evangelischen Gymnasien in der Bundesrepublik Deutschland. 315 S., Vandenhoeck & Ruprecht, Göttingen 1971, o. ISBN
- Erwachsenenbildung in der Evangelischen Kirche in Hessen und Nassau, Darmstadt : Arbeitsgemeinschaft f. Erwachsenenbildung, 1973
- Test Theologie I, Grundwissen in Frage und Antwort. Lang-Verlag, Frankfurt-New York-Las Vegas 1978, ISBN 3-261-02618-9
- Test Theologie II., Lehrian Verlag, Freiburg 1984, ISBN 3-924770-04-2
- Handwörterbuch des Pfarramts. Führungs- und Arbeitstechniken für Kirche und Gemeinde. Band 1–3, mvg moderne verlags GmbH, Landsberg am Lech, 1979–1984, ISBN 3-478-05862-7, ISBN 3-478-05650-0
- Schulleiter-Handbuch, Band 38, Führung zwischen Zielsetzung und Kontrolle. 100 S., Westermann, Braunschweig, 1986, ISSN 0170-7922
- Schulleiter-Handbuch, Band 40, Instrumente zur Führungstechnik. 100 S., Westermann, Braunschweig, 1988, ISSN 0170-7922
- Handwörterbuch der Schulleitung (Mitarbeit) mvg, moderne verlags GmbH, Landsberg am Lech, 1977 bis 1980, ISBN 3-478-03310-1
- Wo ist der rote Faden? Leben zwischen Astrologie und Glauben. Lehrian Verlag, Wittnau, 1988, ISBN 3-924770-02-6
- mit Karsten F. Kröncke: Lehrbuch der modernen Astrologie, Freiburg im Breisgau, 2021